# 尼祖·艾堅斯
尼祖·侯活·艾堅斯（英語：Nigel Howard Adkins，1965年3月11日—）出生府英格蘭西北部默西賽德郡威勒爾都會自治市的伯肯希德，是一名前足球運動員，司職門將，退役後擔任領隊，曾任教賓高城、斯肯索普、修咸頓和雷丁及英甲球會錫菲聯。

## 榮譽

### 領隊
賓高城
- 威尔士足球超级联赛冠軍：1993/94年、1994/95年；

斯肯索普
- 英格蘭足球甲級聯賽冠軍：2006/07年（升班英冠）；
- 英格蘭足球甲級聯賽附加賽冠軍：2008/09年（升班英冠）；
- 英格蘭聯賽錦標亞軍：2009年；

修咸頓
- 英格蘭足球甲級聯賽亞軍：2010/11（升班英冠）；
- 英格蘭足球冠軍聯賽亞軍：2011/12（升班英超）；

## 外部連結
- 足球資料庫：尼祖·艾堅斯的領隊統計數據
- 修咸頓官網簡歷